# Севрюков Владислав Володимирович
Владислав Володимирович Севрюков (нар. 13 травня 1975, Чернівці) — український медіаменеджер, народний депутат України VIII скликання (з вересня 2015). Член Національної ради України з питань телебачення і радіомовлення (липень 2014 – вересень 2015).

## Біографія
У 1997 році закінчив Чернівецький державний університет ім. Ю. Федьковича, економічний факультет.
Майстер спорту міжнародного класу, колишній член збірної команди України зі стрільби з лука.
Розпочав свою кар'єру у 1998 році з посади менеджера з реклами і пройшов шлях до керівника комерційного відділу в Телерадіокомпанії «НБМ» («5 канал»). З 2003 року працював директором телерадіокомпанії «АСС», яка представляє у Чернівецькій області «5 канал» і низку мережевих радіостанцій. До призначення в Національну раду був співвласником місцевого радіо «Станція».
Член Національної ради України з питань телебачення і радіомовлення (липень 2014 – вересень 2015).
Народний депутат України VIII скликання, обраний за списком Блоку Петра Порошенка (з вересня 2015), член Комітету з питань свободи слова та інформаційної політики.